# Abri du Poisson
Pour les articles homonymes, voir Abri.
L'abri du Poisson est un abri sous roche orné situé en France, dans le vallon de Gorge d'Enfer, sur la rive droite de la Vézère, aux Eyzies-de-Tayac, en Dordogne. Il présente à son plafond un poisson du Gravettien sculpté en bas-relief qui fait sa renommée.
Il est l'un des quinze « sites préhistoriques et grottes ornées de la vallée de la Vézère » inscrits au patrimoine mondial de l'UNESCO depuis 1979.

## Situation
L'abri du Poisson se trouve dans le quart sud-est du département de la Dordogne, en Périgord noir, dans le vallon de Gorge d'Enfer, sur la commune nouvelle des Eyzies, au nord-ouest du territoire de l'ancienne commune des Eyzies-de-Tayac-Sireuil ; il borde la limite sud-est de l'ancienne commune de Manaurie (la falaise qui le surplombe est sur Manaurie et est à 1,8 km au sud-est de ce bourg). Le vallon de Gorge d'Enfer débouche vers l'est sur la vallée de la Vézère en rive droite, longée par la route départementale 47. L'abri est à environ 75 m de la route, au pied de la falaise qui borde le côté nord du vallon. L'abri du Poisson est au pied de la falaise qui borde le vallon au nord.

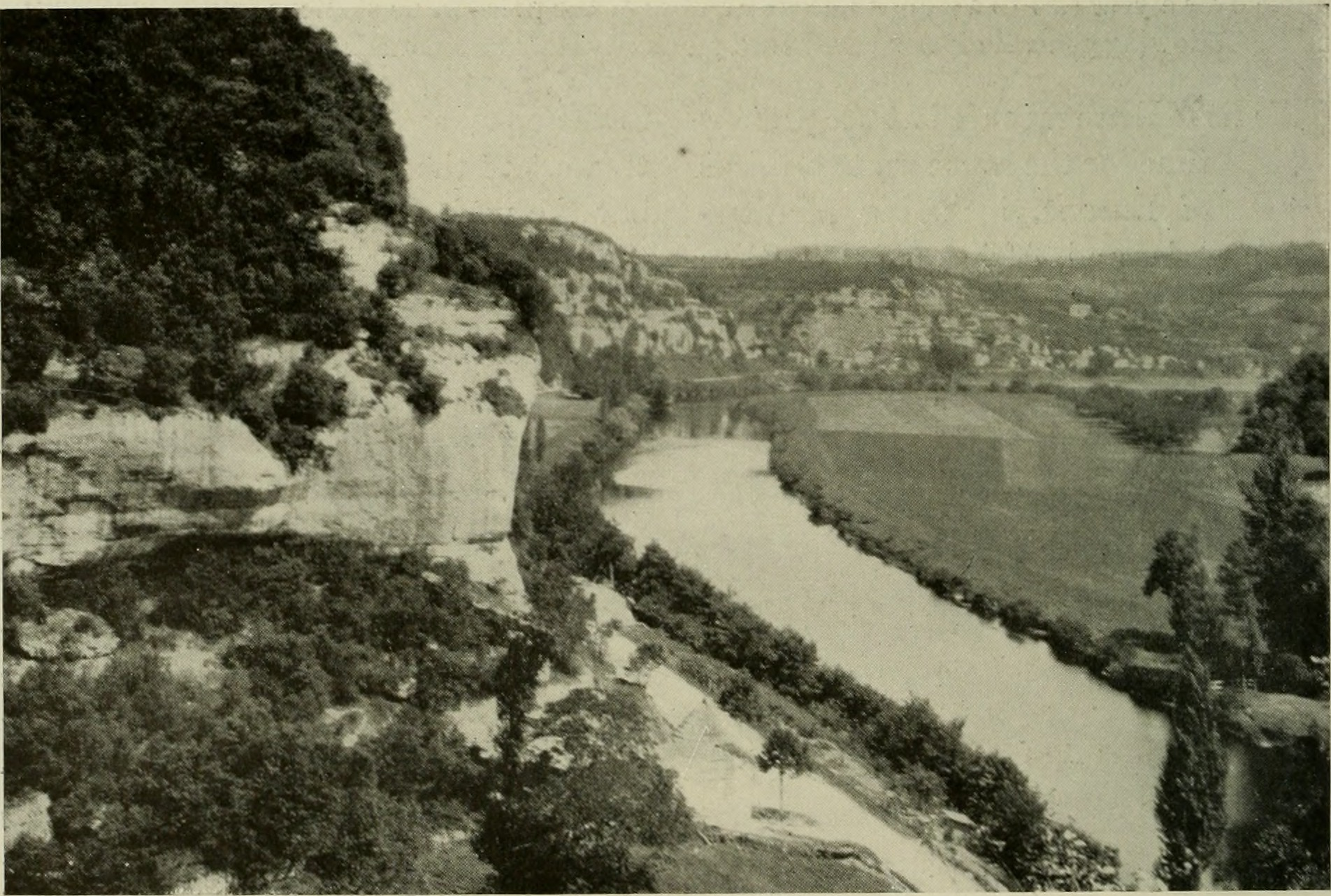
Au début du XXe siècle, la Vézère vue vers le nord depuis l'entrée de la Gorge d'Enfer. Abri du Poisson et abri Lartet au pied de la falaise au premier plan ; on aperçoit une partie du Grand abri au-dessus de l'abri Lartet.

Des voisins célèbres
Au nord, en pied de falaise, se situent les accès à la grotte du Grand Roc à environ 400 m de l'abri du Poisson, ainsi que les sites archéologiques de Laugerie-Basse à environ 450 m, et Laugerie-Haute à 850 m.
Le vallon de Gorge d'Enfer
Dans le vallon même de Gorge d'Enfer, l'abri Lartet jouxte l'abri du Poisson sur sa gauche (côté ouest). Le Grand Abri, légèrement décalé vers l'ouest, se trouve à l'étage au-dessus et surmonte une partie de l'abri Lartet. Sur la même falaise, le petit abri de l'Oreille d'Enfer se trouve à moins de 100 m plus à l'ouest (vers l'amont du vallon), tandis que vers l'aval le petit abri Pasquet est à moins de 30 m de la route. L'abri Galou, toujours sur la même falaise, s'ouvre sur la Vézère à une centaine de mètres au nord de l'entrée du vallon. 

Sur la falaise opposée, côté sud du vallon, en face de l'abri Lartet se trouve une petite grotte ; plus à l'ouest, après l'étang, l'abri du Bil Bas est à environ 200 m de la route.

## Historique
L'abri du Poisson est découvert en 1892 par Paul Girod, qui y reconnaît un niveau aurignacien.
En 1912, Jean Marsan identifie le superbe poisson qui a rendu le site célèbre.
Le site échappa de justesse au pillage grâce à l'intervention de Denis Peyrony. La roche a été perforée de multiples trous autour de la figure de poisson en vue du détachement d'une partie de la paroi. Les trous encadrant la sculpture sont encore visibles et témoignent de la tentative de vol.
Denis Peyrony fouille les déblais des anciennes fouilles ainsi que certains témoins demeurés en place. Il confirme la présence de niveaux aurignaciens (lames, sagaies à base fendue, bâton percé, parure) et note la présence de ce qu'il qualifie de « Périgordien supérieur » (aujourd'hui dénommé Gravettien à burin de Noailles).[réf. nécessaire]

## Le poisson sculpté
Représenté grandeur nature (1,05 m), le poisson est gravé et sculpté en bas-relief au plafond de la voute, rehaussé de couleur rouge. Il s'agit d'un saumon becquart (doté d'une mandibule inférieure présentant temporairement une atrophie en crochet ou en bec, après le reproduction), dont l'attitude est caractéristique du mâle épuisé par le frai. Le thème est rare puisqu'une dizaine de poissons seulement ont été recensés dans l'art pariétal paléolithique.
Très nombreuses dans l'art mobilier préhistorique connu dans le monde, les figures de poisson ne représentent que 1 % du bestiaire de l'art pariétal – incluant les figures à peine esquissées ou juste « pisciformes ». Une dizaine de représentations de salmonidés sont connues (abri du Poisson, grotte du Portel en Ariège, deux à Ekain au pays Basque espagnol, incluant les truites probables de Niaux).
D'autres œuvres pariétales ont été identifiées depuis par Christian Archambeau et Alain Roussot, notamment une main négative noire et des figures animales gravées incomplètes.
L'attribution de ces œuvres au Gravettien (vers 25 000 ans avant le présent) est vraisemblable. Elle fait du saumon gravé l'une des plus anciennes représentations de poisson connues au monde, témoignage probable des activités préhistoriques de pêche en rivière.

## Protection
L'abri du Poisson et l'abri Lartet sont classés ensemble au titre des monuments historiques le 29 mars 1913 ; deux parcelles cadastrales du terrain au lieu-dit Gorge d'Enfer ont été classées le 25 août 1937,.
Depuis 1979, le site est inscrit au patrimoine mondial de l'Unesco, parmi les quinze sites et grottes ornées de la région inscrits sous le nom de « sites préhistoriques et grottes ornées de la vallée de la Vézère ».

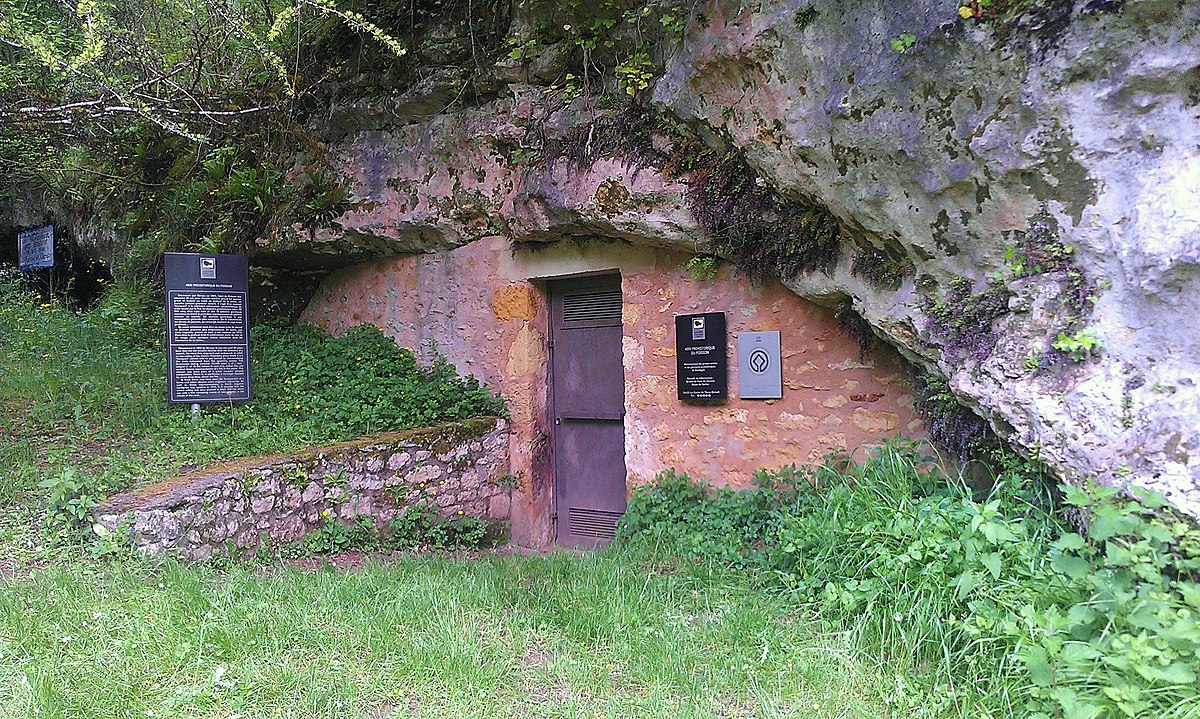
Entrée de la grotte.

## Visites
En 2014, le site est un centre de recherches scientifiques et une propriété privée dont le propriétaire est M. Jacques Leclerc. En 2004 le site a reçu 1 000 visites (plus de 15 000 pour les Combarelles, 60 000 à Laugerie-Basse et 80 000 au Grand Roc).